# Anthony Hopkins
Philip Anthony Hopkins (Port Talbot, Wales, 31 december 1937) is een Welshe acteur en componist. Zijn waarschijnlijk bekendste rol is die van Hannibal Lecter in The Silence of the Lambs, waarmee hij de Oscar van 1991 voor beste mannelijke hoofdrol won. Een Oscarnominatie kreeg hij voor de rol van butler Stevens in The Remains of the Day (1993). Hij won in 2020 een tweede Oscar voor beste mannelijke hoofdrol voor The Father.
Hij herhaalde de rol van Lecter in Hannibal en in Red Dragon. Hij wordt, samen met Al Pacino en Robert De Niro, beschouwd als een van de beste acteurs van zijn generatie. Hij vertolkte gedurende zijn acteercarrière veel historische figuren, onder wie John Frost, Frederick Treves, Adolf Hitler, William Bligh, John Harvey Kellogg, Richard Nixon, John Quincy Adams, Alfred Hitchcock, Freddy Heineken, C.S. Lewis en paus Benedictus XVI. Ook vertolkte hij reeds bestaande, fictieve personages zoals Quasimodo, Hannibal Lecter, Abraham van Helsing, Zorro/Don Diego de la Vega, alsmede personages uit religieuze bronnen zoals Metusalem en Odin.

## Biografie

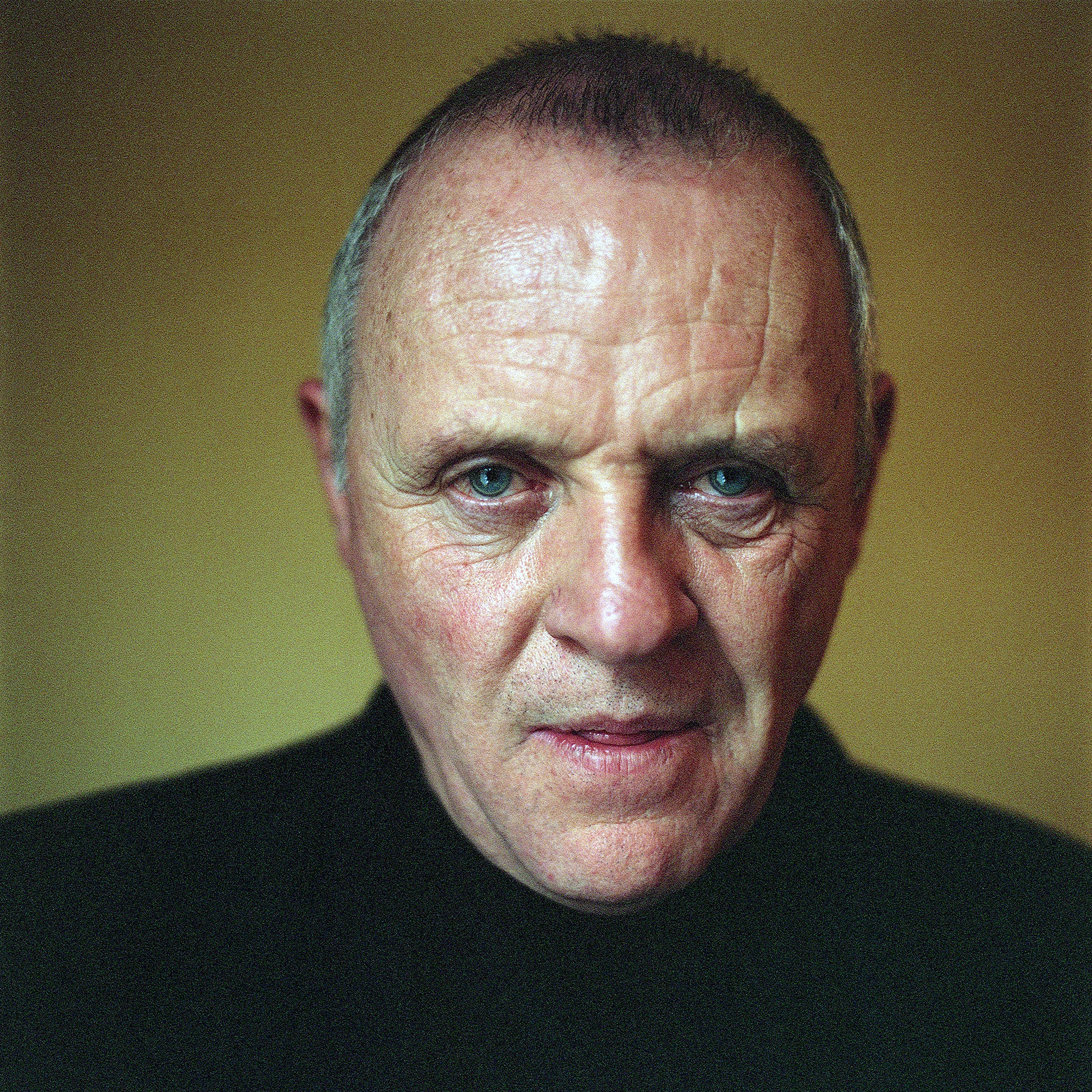
Anthony Hopkins gefotografeerd door Oliver Mark, Berlijn 2001

Hopkins werd sterk beïnvloed en aangemoedigd door medeacteur Richard Burton, die ook in Wales werd geboren. Hij woont nu in de Verenigde Staten, waar hij officieel inwoner werd in 2000. Met zijn dubbele nationaliteit kan hij zijn Britse titel Sir behouden, maar hij mag deze alleen in het Verenigd Koninkrijk gebruiken.
Hij is drie keer getrouwd, zijn eerste twee vrouwen waren Petronella Barker (1967–1972) en Jennifer Lynton (1973–2003). Hij is nu getrouwd met Stella Arroyave. Hij heeft een dochter uit zijn eerste huwelijk.
Hij werd in 1987 onderscheiden met een benoeming tot Commandeur in de Orde van het Britse Rijk (CBE), en werd in 1993 geridderd. In 1992 kreeg hij een eredoctoraat van Universiteit van Wales.
Naast zijn filmcarrière neemt hij ook de tijd om verschillende filantropische instellingen te ondersteunen.
Naast acteur is Hopkins tevens componist. André Rieu, van wie Hopkins groot fan is, nam in 2011 een wals van Hopkins op. Rieu en zijn orkest brachten deze wals tijdens een concert in Wenen voor het eerst ten gehore. Hopkins en zijn echtgenote waren hierbij aanwezig. Later dat jaar deed Rieu hetzelfde tijdens zijn jaarlijkse concerten op het Vrijthof in Maastricht. Ook hierbij waren Hopkins en zijn echtgenote aanwezig. De naam van deze wals is And the Waltz Goes On.

## Filmografie
- A Flea in Her Ear (televisiefilm, 1967) – Etienne Plucheux
- The White Bus (1967) – Brechtian
- The Lion in Winter (1968) – Richard
- The Looking Glass War (1969) – John Avery
- Hamlet (1969) – Claudius
- The Great Inimitable Mr. Dickens (televisiefilm, 1970) – Charles Dickens
- Hearts and Flowers (televisiefilm uit de anthologieserie Play for Today, 1970) – Bob
- Department S (televisieserie) – Greg Halliday (afl. "A Small War of Nerves", 1970)
- Uncle Vanya (televisiefilm uit de anthologieserie Play of the Month, 1970) – Astrov
- Danton (televisiefilm, 1970) – Danton
- The Three Sisters (televisiefilm uit de anthologieserie Play of the Month, 1970) – Andrei
- When Eight Bells Toll (1971) – Philip Calvert
- The Ten Commandments (televisieserie) – Steve (afl. "Decision to Burn", 1971)
- The Edwardians (miniserie, 1972) – David Lloyd George
- Poet Game (televisiefilm, 1972) – Hugh Sanders
- Young Winston (1972) – David Lloyd George
- War & Peace (miniserie, 1972) – Pierre Bezuhov
- Black and Blue (televisieserie) – Hi (afl. "The Middle-of-the-Road Roadshow for All the Family", 1973)
- Possessions (televisiefilm, 1974) – Dando
- The Arcata Promise (televisiefilm, 1974) – Theo Gunge
- QB VII (miniserie, 1974) – Dr. Adam Kelno
- The Childhood Friend (televisiefilm uit de anthologieserie Play for Today, 1974) – Alexander Tashkov
- The Girl from Petrovka (1974) – Kostya
- Juggernaut (1974) – Supt. John McCleod
- All Creatures Great and Small (1975) – Siegfried Farnon
- Dark Victory (televisiefilm, 1976) – Dr. Michael Grant
- The Lindbergh Kidnapping Case (televisiefilm, 1976) – Bruno Richard Hauptman
- Victory at Entebbe (televisiefilm, 1976) – Premier Yitzhak Rabin
- Audrey Rose (1977) – Elliot Hoover
- A Bridge Too Far (1977) – Lt. Col. John Frost
- International Velvet (1978) – Captain Johnson
- Magic (1978) – Charles 'Corky' Withers/Stem van Fats
- Kean (televisiefilm, 1978) – Edmund Kean
- Mayflower: The Pilgrim's Adventure (televisiefilm, 1979) – Capt. Jones
- The Elephant Man (1980) – Dr. Frederick Treves
- A Change of Seasons (1980) – Adam Evans
- The Bunker (televisiefilm, 1981) – Adolf Hitler
- Peter and Paul (televisiefilm, 1981) – Paul of Tarsus
- Othello (televisiefilm, 1981) – Othello
- Little Eyolf (televisiefilm uit de anthologieserie Play of the Month, 1982) – Alfred Allmers
- A Married Man (televisiefilm, 1983) – John Strickland
- Strangers and Brothers (televisiefilm, 1984) – Roger Quaife
- The Bounty (1984) – Lieutenant William Bligh
- Guilty Conscience (televisiefilm, 1985) – Arthur Jamison
- Blunt (televisiefilm, 1985) – Guy Burgess
- Hollywood Wives (miniserie, 1985) – Neil Gray
- Arch of Triumph (televisiefilm, 1985) – Dr. Ravic
- Mussolini: The Decline and Fall of Il Duce (televisiefilm, 1985) – Count Galeazzo Ciano
- The Good Father (1985) – Bill Hooper
- 84 Charing Cross Road (1987) – Frank P. Doel
- A Chorus of Disapproval (1988) – Dafydd Ap Llewellyn
- Across the Lake (televisiefilm, 1988) – Donald Campbell
- The Dawning (1988) – Cassius aka Angus Barrie
- The Tenth Man (televisiefilm, 1988) – Jean Louis Chavel
- Heartland (televisiefilm, 1989) – Jack
- Great Expectations (miniserie, 1989) – Abel Magwitch
- Desperate Hours (1990) – Tim Cornell
- The Silence of the Lambs (1991) – Dr. Hannibal Lecter
- One Man's War (televisiefilm, 1991) – Joel
- Freejack (1992) – Ian McCandless
- Spotswood (1992) – Errol Wallace
- Howards End (1992) – Henry Wilcox
- To Be the Best (televisiefilm, 1992) – Jack Figg
- Bram Stoker's Dracula (1992) – Professor Abraham van Helsing
- Chaplin (1992) – George Hayden
- The Trial (1993) – The Priest
- The Innocent (1993) – Bob Glass
- Selected Exits (televisiefilm, 1993) – Gwyn Thomas
- The Remains of the Day (1993) – James Stevens
- Shadowlands (1993) – Jack Lewis
- The Road to Welville (1994) – Dr. John Harvey Kellogg
- Legends of the Fall (1994) – Col. William Ludlow
- Nixon (1995) – Richard M. Nixon
- August (1996) – Ieuan Davies
- Surviving Picasso (1996) – Pablo Picasso
- The Edge (1997) – Charles Morse
- Amistad (1997) – John Quincy Adams
- The Mask of Zorro (1998) – Don Diego de la Vega/Zorro
- Meet Joe Black (1998) – William Parrish
- Instinct (1999) – Ethan Powell
- Titus (1999) – Titus Andronicus
- Mission: Impossible II (2000) – Mission Commander Swanbeck (niet op aftiteling)
- The Grinch (2000) – De verteller
- Hannibal (2001) – Dr. Hannibal Lecter
- Hearts in Atlantis (2001) – Ted Brautigan
- Bad Company (2002) – Officer Oakes
- Red Dragon (2002) – Dr. Hannibal Lecter
- Shortcut to Happiness (2003) – Daniel Webster
- The Human Stain (2003) – Coleman Silk
- Alexander (2004) – Old Ptolemy
- Proof (2005) – Robert
- The World's Fastest Indian (2005) – Burt Munro
- Bobby (2006) – John Casey
- All the King's Men (2006) – Judge Irwin
- Slipstream (2007) – Felix Bonhoeffer
- Fracture (2007) – Ted Crawford
- Beowulf (2007) – Hrothgar
- Where I Stand: The Hank Greenspun Story (documentaire, 2008) – verteller
- Immutable Dream of Snow Lion (kortfilm, 2008) – rol onbekend
- The City of Your Final Destination (2009) – Adam
- The Wolfman (2010) – Sir John Talbot
- You Will Meet a Tall Dark Stranger (2010) – Alfie
- Bare Knuckles (2010) – Xavier Jonas
- The Rite (2011) – Father Lucas Trevant
- Thor (2011) – Odin
- Hitchcock (2012) – Alfred Hitchcock
- Thor: The Dark World (2013) – Odin
- RED 2 (2013) – Edward Bailey
- Noah (2014) – Metusalem
- Kidnapping Mr. Heineken (2015) – Freddy Heineken
- Solace (2015) – John Clancy
- Blackway (2015) - (Als producer)
- Misconduct (2016) – Arthur Denning
- Transformers: The Last Knight (2017) – Sir Edmund Burton
- Thor: Ragnarok (2017) – Odin
- Westworld (2016-2018) – Dr. Robert Ford
- The Two Popes (2019) – Paus Benedictus XVI
- The Father (2020) – Anthony
- Armageddon Time (2022) – Aaron Rabinowitz
- The Son (2022) - Anthony Miller
- One Life (2023) - Sir Nicholas Winton
- Rebel Moon – Part One: A Child of Fire (2023) - Jimmy (stem)